# Jasper megye (Illinois)
Jasper megye az Amerikai Egyesült Államokban, azon belül Illinois államban található. Megyeszékhelye és legnagyobb városa Newton. Lakosainak száma 9287 fő (2020. április 1.). Jasper megye Cumberland, Richland, Clark, Crawford, Effingham és Clay megyékkel határos.

## Népesség
A megye népességének változása:
| Lakosok száma | 9707 | 9746 | 9656 | 9592 | 9607 | 9287 |
|               | 2010 | 2011 | 2012 | 2013 | 2015 | 2020 |